# Ла Коруня
Вижте пояснителната страница за други значения на Ла Коруня.
Ла Коруня на държавния език (на испански: La Coruña), или A Коруня на регионалния език (на галисийски: A Coruña), е пристанищен град в Северозападна Испания, административен център на провинция Ла Коруня, както и столица на автономната област Галисия в периода от 1563 до 1982 г.
Разположен в северозападната част на Иберийския полуостров, на брега на Атлантическия океан, градът е с натоварено пристанище с голямо икономическо значение в миналото и днес. Според данни от 2009 г. на местния Национален статистически институт (INE) има 246 146 жители, което го прави 2-рия по население град в Галисия след Виго (провинция Понтеведра).

## Наименование
Официалното наименование на града е галисийското А Коруня съгласно закон на автономна област Галисия от 1983 г. Кастилската форма Ла Коруня е по-широко разпространена – в страната и в чужбина, и се препоръчва от Испанската кралска академия за испански език.

## Известни личности
Родени в Ла Коруня
- Антонио Касас (1911 – 1982), актьор
- Марио Касас (р. 1986), актьор
- Фернандо Рей (1917 – 1994), актьор
- Луис Суарес (р. 1935), футболист

Други личности, свързани с Ла Коруня
- Илиян Киряков (р. 1967), български футболист, работи в града през 1991 – 1993 г.
- Пабло Пикасо (1881 – 1973), художник, живее в града през 1891 – 1895 г.